# Priwołżskij (obwód saratowski)
Priwołżskij (ros. Приволжский) – osiedle typu miejskiego w Rosji, w obwodzie saratowskim, w rejonie saratowskim. W 2021 liczyło 33 096 mieszkańców.